# Tokyo Indoor 1982
Il Tokyo Indoor 1982 è stato un torneo di tennis giocato sintetico indoor. È stata la 5ª edizione del Tokyo Indoor, che fa parte del Volvo Grand Prix 1982. Si è giocato a Tokyo in Giappone dal 25 al 31 ottobre 1982.

## Campioni

### Singolare maschile
John McEnroe ha battuto in finale  Peter McNamara  7–6, 7–5

### Doppio maschile
Tim Gullikson /  Tom Gullikson hanno battuto in finale  John McEnroe /  Peter Rennert con il punteggio di 6–4, 3–6, 7–6